# La figlia di Elisa - Ritorno a Rivombrosa
La figlia di Elisa - Ritorno a Rivombrosa est une série télévisée italienne en huit épisodes de 88 minutes diffusée entre le 4 novembre et le 13 décembre 2007 sur Canale 5, qui fait suite à la série Elisa di Rivombrosa.
Cette série est inédite dans les pays francophones.
C'est en quelque sorte un spin-off, relatant des événements postérieurs à l'histoire racontée dans Elisa di Rivombrosa. Dans cette dernière l'héroïne était Elisa une jeune servante tombée amoureuse de son maître le comte Fabrice Ristori. Dans La Figlia di Elisa les protagonistes sont les enfants des précédents héros. Le casting ainsi change du tout au tout, seuls quelques acteurs de Elisa di Rivombrosa sont présents soit : Jane Alexander, Sabrina Sirchia, Simona Mastroianni et Giovanni Rizzuti.
Une deuxième saison était en préparation et prévue pour 2012, mais aucune autre information n'a été communiquée.

## Synopsis
Piémont (1797) - L'Europe entière est secouée par les changements apportés par la Révolution française et l'Italie ne fait pas exception. Le peuple y est opprimé par les troupes françaises avides et sans scrupules. C'est dans ce contexte, qu'Agnès Ristori fille d'Elisa Scalzi et Fabrice Ristori fait son retour à Rivombrosa. Sur le chemin du retour, Agnès fait une mauvaise rencontre. Elle est attaquée par une bande de brigands dont le chef se fait appeler « Lo sparviero » (L'épervier, en français). Mais plus de peur que de mal, ces brigands la laisse partir n'étant pas celle qu'ìls attendaient. Elle retrouve Rivombrosa et son frère Martin un peu secoué... Martin, après la mort de son père est devenu l'héritier légitime de la propriété et s'apprête à épouser la Marquise Victoria Granieri, une femme manupulatrice. Agnès se rend vite compte des grands changements qui ont eu lieu sur sa terre natale et découvre aussi que "Lo sparviero", ce voleur redouté par les nobles, est apprécié des habitants de Rivombrosa. Malgré ce climat difficile Agnès parviendra à trouver l'amour en la personne d'Andrea Van Necker, mais les deux jeunes gens vont devoir faire taire la haine qui existe entre les Van Necker et les Ristori pour pouvoir vivre leur amour. De plus Agnès est aussi courtisée par l'impitoyable Capitaine des troupes françaises : Lorenzo Loya, qui ne manquera pas de poser de nombreux obstacles sur sa route...

## Distribution
- Sarah Felberbaum : Comtesse Agnese Maria Vittoria Lavinia Ristori di Rivombrosa (Agnès dans Elisa di Rivombrosa)
- Giulio Berruti : Marquis Andrea Casalegno-Van Necker
- Paolo Seganti : Comte Martino Amedeo Ristori di Rivombrosa
- Anna Safrontchik : Marquise Vittoria Granieri Solano
- Valentina Pace (it) : Marquise Emilia Radicati di Magliano
- Giorgio Borghetti (it) : Capitaine Lorenzo Loya
- Jane Alexander : Marquise Lucrezia Adelaide Priscilla Van Necker (Lucrèce dans Elisa di Rivombrosa)
- Angela Melillo : Princesse Luisa di Carignano
- Alessandra Barzaghi (it) : Marquise Constanza Granieri Solano
- Rodolfo Mantovani (it) : Primo
- Giorgio Marchesi (it) : Lieutenant Aldo Corsini
- Sabrina Sirchia (it) : Bianca Buondio
- Simona Mastroianni : Giannina (Dorine dans Elisa di Rivombrosa)
- Giovanni Rizzuti : Titta (Justin dans Elisa di Rivombrosa)
- Francesco Feletti : Comte Alessandro Sturani
- Francesco Bolo Rossini : Sergent Saval